# Legião Naval Croata
A Legião Naval Croata (em croata:  Hrvatska pomorska legija) foi um contingente de voluntários do Estado Independente da Croácia que serviu na marinha Kriegsmarine da Alemanha Nazista, no Mar Negro e no Mar Adriático durante a Segunda Guerra Mundial.

## Formação
A legião foi formada em julho de 1941, após a invasão alemã da União Soviética em 22 de junho. Inicialmente era composto por cerca de 350 oficiais e subalternos em uniforme alemão, mas eventualmente aumentou para 900-1.000. Seu primeiro comandante foi o comandante Andro Vrkljan, que foi comissionado como Fregattenkapitän (capitão de fragata) na marinha alemã.  Vrkljan foi posteriormente substituído pelo capitão Stjepan Rumenović.  O objetivo dos croatas ao enviar um contingente naval para o Mar Negro era evitar a proibição de uma marinha do Adriático imposta pelo Tratado de Roma (18 de maio de 1941) com a Itália. Esta proibição limitou efectivamente a Marinha Croata (RMNDH) a uma flotilha ribeirinha. 

## Histórico operacional
A Legião Naval Croata chegou a Varna, na Bulgária, em 17 de julho de 1941. Treinou em caça-minas e submarinos. Em 30 de setembro foi transferido para Henichesk na Ucrânia, onde foi ativado como a 23ª Flotilha de Campo Minado (23. Minensuchflottille).  A unidade não possuía navios ao chegar ao Mar de Azov.  Conseguiu reunir 47 navios de pesca danificados ou abandonados, a maioria navios à vela, e tripulá-los com marinheiros locais russos e ucranianos contratados, muitos deles desertores da Marinha Vermelha Soviética.  Durante o inverno de 1941–42, os legionários cavaram trincheiras e lutaram como infantaria em defesa da cidade. Eles só embarcaram em abril de 1942.  Em maio de 1942, ao colocar minas ao redor da entrada do porto, 25 croatas foram mortos e 2 barcos foram destruídos. 
A legião patrulhou um setor costeiro do Mar de Azov. Em 24 de setembro de 1942, o Poglavnik Ante Pavelić visitou o quartel-general naval, onde chegou a um acordo com as autoridades alemãs para treinar e equipar uma flotilha de caçadores de submarinos  a Legião tornou-se Unterseebootsjäger-Flotille 23. 
No final de 1942, a legião regressou à Croácia para se recuperar e no ano novo regressou a Varna.  Em 1943, a legião foi ampliada com uma unidade de artilharia costeira voluntária croata,  elevando o efetivo total para mais de 1.000 homens.  Com a capitulação da Itália em setembro de 1943, não houve mais impedimentos para uma marinha croata no Mar Adriático. A Legião Naval Croata retornou a Zagreb em 21 de maio de 1944.  Foi então enviado para Trieste, onde operou como uma flotilha de torpedeiros Schnellboot sob a 11ª Flotilha de Escolta alemã (11. Sicherungsdivision), e foi dissolvida em dezembro de 1944. 

## Consequências
Suas tripulações foram incorporadas à Marinha do Estado Independente da Croácia.  As baterias de artilharia costeira permaneceram estacionadas em Split como parte da Kriegsmarine, desde fevereiro de 1944. 